# NGC 3766
NGC 3766（Caldwell 97、Melotte 107）は、ケンタウルス座の散開星団である。1751年から1752年にニコラ・ルイ・ド・ラカーユによって発見された。視等級は5.3、視直径は約12分で、天体カタログに収録された137個の恒星を含む。距離は、約1700パーセクである。
2013年、スイス・ジュネーブ天文台の天文チームは、NGC 3766にある36個の恒星が、2から20時間の間隔で、光度にして0.1%という僅かな明るさの変化を確認したと発表した。研究チームは、新種の変光星であると主張している。